# Кочубей, Семён Васильевич
Семён Васи́льевич Кочубе́й (укр. Семен Кочубей; 1725—13 (24) декабря 1779) — генеральный обозный Войска Запорожского и нежинский полковник, позже генерал-майор, член Малороссийской коллегии, тайный советник (1775 год).
Был сыном полтавского полковника В. В. Кочубея.
После упразднения войсковых чинов Войска Запорожского, был членом малороссийской коллегии в чине тайного советника. В 1750 году ездил в Санкт-Петербург в составе выборных депутатов с просьбой об утверждении гетманом Кирилла Разумовского.
Семён Васильевич с осени 1746 года был женат на Ксении Герасимовне Демешко-Стрешенцовой, стал основателем первой ветви рода Кочубеев, которая прервалась в 1870 году со смертью его душевнобольного правнука Николая (сына С. М. Кочубея). Дочь Надежду выдал в 1765 году замуж за полковника Петра Сергеевича Потемкина.
Кавалер одена Святой Анны (1771) Семён Васильевич Кочубей скончался 13 (24)декабря 1779 года и был погребён в каменной церкви села Дубовичи Глуховского уезда.